# Frédéric Léonard
Pour les articles homonymes, voir Léonard.
Frédéric Léonard est un imprimeur français, né à Bruxelles le 6 août 1624, et mort à Paris le 14 septembre 1711.
Il fut imprimeur ordinaire du Roi (et du Dauphin) en 1667, de la Ville en 1673 et de la Police.

## Biographie
Ancien apprenti imprimeur-libraire chez Plantin Moretus à Anvers, il décide d'habiter à Paris en mai 1643 et commence son apprentissage chez Jean Billaine à partir de 1645. Il travaille en association vers 1656 avec Sébastien II Huré, qui avait racheté le fonds d'Antoine Estienne en 1662. Puis Huré revend le fonds et la charge en 1667 à Léonard qui lui succède. Il obtient d'Antoine Vitré la charge d'imprimeur et libraire du Clergé en 1670. Imprimeur-libraire des ordres de Saint-Dominique, de Cîteaux et des Prémontrés et du Parlement, il est par ailleurs le seul imprimeur du Roi pour la guerre, les finances ainsi que la monnaie. En 1669, il est contraint d'arrêter d'imprimer la Nouvelle Ordonnance sur le fait des Eaux et Forests à la suite d'un arrêt du conseil d'État.
Il fait construire en 1673 une grande maison, 7 rue Valette à Paris, l'imprimerie royale de musique où il installe son atelier. 
De 1653 jusqu'en 1696, sa librairie, située rue Saint-Jacques (dans le Collège Royal) avait pour enseigne À l'Écu de Venise.
Il est emprisonné 15 jours en 1661 pour avoir reçu des Elzevier, un ouvrage sur Jansénius. Il donne la direction de son imprimerie à François Le Cointe en 1679, qui meurt en décembre 1692, puis à Louis IV Sevestre jusqu'en 1694 et se retire définitivement en 1696, l'imprimerie restant sous la direction de ses fils Frédéric-Pierre (1665-1712) et François II, qui repris la direction de l'imprimerie Léonard après une affaire de faux billets en 1711 qui conduisit à l'exil son frère. Le fils de Frédéric-Pierre, Jean-Baptiste-Frédéric Léonard, fut ensuite nommé imprimeur du roi. L'imprimerie Léonard est encore active en 1733, sous la direction de Guillaume Desprez (1690-1753). 
Frédéric I Léonard eut également une fille, Marguerite.